# Czart smolisty
Czart smolisty (Anthrax anthrax) – gatunek muchówki z rodziny bujankowatych.

## Morfologia
Muchówka ta osiąga od 7 do 13 mm długości ciała, którego ubarwienie jest niemal całkowicie czarne. Głowa jest kulista, porośnięta czarnym owłosieniem i żółtobrunatnymi łuskami. Większość śródplecza porastają łuski koloru brunatnego, jednak na szczycie tarczki znajduje się plama z łusek białych. Większość włosków tułowia jest czarnych, ale w jego części przedniej znajduje się kreza z włosków wyłącznie białych. Bruntanobiała łuseczka skrzydłowa ma na krawędzi rozmieszczone włoski białego koloru. Ubarwienie przezmianek jest brunatne z rozjaśnionymi główkami. Skrzydło cechuje się całkowicie zaciemnioną komórką dyskoidalną, brakiem plamy żyłce poprzecznej medialno-medialnej oraz białą plumulą. Na odwłoku dominuje owłosienie czarne; tylko po bokach pierwszego z jego tergitów występują włoski białe. Na tylnych krawędziach tergitów drugiego i trzeciego występują po cztery plamki z białych łusek. W przypadku tergitów czwartego i piątego białe łuski tworzą na tylnej krawędzi po dwie takie plamki. Ponadto samiec ma również takie plamki na tergicie szóstym.

## Ekologia
Owad dojrzały składa jaja w gniazdach samotnych pszczół, np. przedstawicieli rodzaju Osmia i Chalicodoma. Wylęgająca się z jaja larwa muchówki pożera larwę pszczoły w ciągu kilkunastu dni, a następnie przepoczwarcza się. Poczwarka wyposażona jest w specjalne kolce, którymi przebija wieczko komórki plastra. Po przebiciu wieczka, poczwarka pęka i wydostaje się z niej imago. Poczwarka posiada twarde zęby na głowie, które pomagają jej wiosną uwolnić się z gniazda pszczoły przewiercając otwór w zamkniętej komórce gniazda. Może ona poczynić duże szkody z perspektywy gniazda pszczoły, nie tylko zabijając pszczołę, w której komórce się rozwijała, ale także wszystkie inne pszczoły, które znajdą się na jej drodze, gdy zmierza ku wyjściu z gniazda.

## Rozprzestrzenienie
Gatunek palearktyczny, znany z Europy, Wysp Kanaryjskich, Afryki Północnej i Azji Zachodniej.